# Хоссейн Нурі
Хоссейн Нурі (перс. حسین نوری; нар. 4 серпня 1990) — іранський борець греко-римського стилю, бронзовий призер чемпіонату світу, триразовий чемпіон Азії, чемпіон Азійських ігор, володар та бронзовий призер Кубків світу, бронзовий призер чемпіонату світу серед військовослужбовців.

## Життєпис
Боротьбою почав займатися з 2004 року.
Виступає за борцівський клуб міста Кередж. Тренери — Реза Альмасі (з 2004), Алі Ашкані (з 2016).

## Спортивні результати на міжнародних змаганнях

### Виступи на Чемпіонатах світу
| Змагання                        | Збірна | Вагова категорія                 | Місце  |
| ------------------------------- | ------ | -------------------------------- | ------ |
| Чемпіонат світу з боротьби 2017 | Іран   | греко-римська боротьба, до 85 кг | Бронза |
| Чемпіонат світу з боротьби 2018 | Іран   | греко-римська боротьба, до 87 кг | 9      |

### Виступи на Чемпіонатах Азії
| Змагання                       | Збірна | Вагова категорія                 | Місце  |
| ------------------------------ | ------ | -------------------------------- | ------ |
| Чемпіонат Азії з боротьби 2017 | Іран   | греко-римська боротьба, до 85 кг | Золото |
| Чемпіонат Азії з боротьби 2018 | Іран   | греко-римська боротьба, до 87 кг | Золото |
| Чемпіонат Азії з боротьби 2019 | Іран   | греко-римська боротьба, до 87 кг | Золото |

### Виступи на Азійських іграх
| Змагання           | Збірна | Вагова категорія                 | Місце  |
| ------------------ | ------ | -------------------------------- | ------ |
| Азійські ігри 2018 | Іран   | греко-римська боротьба, до 87 кг | Золото |

### Виступи на Кубках світу
| Змагання                    | Збірна | Вагова категорія                 | Місце  |
| --------------------------- | ------ | -------------------------------- | ------ |
| Кубок світу з боротьби 2016 | Іран   | греко-римська боротьба, до 85 кг | Золото |
| Кубок світу з боротьби 2017 | Іран   | греко-римська боротьба, до 85 кг | Бронза |
| Кубок світу з боротьби 2020 | Іран   | греко-римська боротьба, до 87 кг | 5      |

### Виступи на Чемпіонатах світу серед військовослужбовців
| Змагання                                                  | Збірна | Вагова категорія                 | Місце  |
| --------------------------------------------------------- | ------ | -------------------------------- | ------ |
| Чемпіонат світу з боротьби серед військовослужбовців 2021 | Іран   | греко-римська боротьба, до 87 кг | Бронза |

### Виступи на інших змаганнях
| Змагання                                                     | Збірна | Вагова категорія                 | Місце  |
| ------------------------------------------------------------ | ------ | -------------------------------- | ------ |
| Кубок Ядегара Імама 2012                                     | Іран   | греко-римська боротьба, до 84 кг | 16     |
| Турнір Вехбі Емре 2013                                       | Іран   | греко-римська боротьба, до 84 кг | Бронза |
| Кубок Ядегара Імама 2013                                     | Іран   | греко-римська боротьба, до 84 кг | Бронза |
| Золотий Гран-прі з боротьби 2013 (Баку)                      | Іран   | греко-римська боротьба, до 84 кг | 14     |
| Кубок Ядегара Імама 2014                                     | Іран   | греко-римська боротьба, до 80 кг | 5      |
| Золотий Гран-прі з боротьби 2014 (Баку)                      | Іран   | греко-римська боротьба, до 85 кг | 7      |
| Золотий Гран-прі з боротьби 2015                             | Іран   | греко-римська боротьба, до 85 кг | 5      |
| Кубок Тахті 2016                                             | Іран   | греко-римська боротьба, до 85 кг | 10     |
| Кубок Владислава Пітласинські 2016                           | Іран   | греко-римська боротьба, до 85 кг | 10     |
| Клубний чемпіонат світу з боротьби 2016                      | Іран   | команда                          | Бронза |
| Клубний чемпіонат світу з боротьби 2019                      | Іран   | команда                          | Золото |
| Олімпійський кваліфікаційний турнір з боротьби 2020 (Алмати) | Іран   | греко-римська боротьба, до 87 кг | 5      |
| Меморіал Маттео Пелліконе 2022                               | Іран   | греко-римська боротьба, до 87 кг | 7      |